# Lepola (Lappeenranta)
Lepola est le quartier numéro 8 et une zone statistique de Lappeenranta Finlande,.

## Présentation
Lepola est connu pour son centre de formation professionnelle Sampo, la maison du sport de Lappeenranta, le siège du journal Etelä-Saimaa et l'Arboretum,.